# 斑鳍方头鱼
斑鳍方头鱼（学名：Branchiostegus auratus），又名斑鰭馬頭魚，为輻鰭魚綱刺尾鯛目弱棘魚科方头鱼属的鱼类，俗名斑鳍马头鱼。分布于日本、南朝鲜、台湾岛以及中国东海、南海等海域，棲息深度30-300公尺，體長可達30公分，棲息在沙泥底質海域，屬肉食性，可做為食用魚。该物种的模式产地在日本。

## 扩展阅读
維基物種上的相關：斑鳍方头鱼